# Morti nel 1574
| Questa pagina contiene informazioni ricavate automaticamente dalle voci biografiche con l'ausilio del template Bio e di un bot. L'aggiornamento è periodico e automatico e ricostruisce completamente la pagina. Se manca una persona in questa lista, sei pregato di non aggiungerla, ma accertati piuttosto che la sua voce biografica contenga il template Bio e che i dati anagrafici siano correttamente compilati. Se il template Bio manca, inseriscilo tu stesso o, in alternativa, metti l'avviso {{tmp\|Bio}} che ne segnala la mancanza. Se i dati riportati sono sbagliati, correggi direttamente la voce biografica; le modifiche saranno visibili in questa lista entro pochi giorni. Per chiarimenti vedi il progetto biografie. La lista contiene solo le 90 persone che sono citate nell'enciclopedia e per le quali è stato implementato correttamente il template Bio. Pagina aggiornata al 10 lug 2025. |

## Gennaio(3)
- 9 gennaio - Cornelio Musso, vescovo cattolico e teologo italiano (n. 1511)
- 18 gennaio - Gilles Garnier, serial killer francese
- 22 gennaio - Abd Allah al-Ghalib, sultano marocchino (n. 1517)

## Febbraio(1)
- 10 febbraio - Fernando di Castiglia e Mendoza, conte di Marin, nobile spagnolo (n. 1500)

## Marzo(7)
- 1º marzo - Bonifacio Caetani, IV duca di Sermoneta, militare italiano (n. 1516)
- 4 marzo - Anna II di Stolberg, religiosa tedesca (n. 1504)
- 5 marzo - Elena d'Asburgo, austriaca (n. 1543)
- 5 marzo - Philippe de Noircarmes, politico, militare e nobile francese
- 9 marzo - Giovanni Maria Barbieri, filologo italiano (n. 1519)
- 18 marzo - Lattanzio Gambara, pittore italiano
- 27 marzo - Takeda Nobutora, militare giapponese (n. 1494)

## Aprile(9)
- 4 aprile - Jean de Locquenghien, belga (n. 1518)
- 5 aprile - Caterina Tomás, religiosa spagnola (n. 1531)
- 6 aprile - Paolo Manuzio, editore, tipografo e umanista italiano (n. 1512)
- 14 aprile - Luigi di Nassau, generale olandese (n. 1538)
- 15 aprile - Joachim Camerarius il Vecchio, umanista tedesco (n. 1500)
- 17 aprile - Anne Hamilton, nobildonna scozzese (n. 1535)
- 21 aprile - Cosimo I de' Medici, sovrano italiano (n. 1519)
- 30 aprile - Annibal de Coconas, militare italiano
- 30 aprile - Joseph Boniface de La Môle, francese (n. 1530)

## Maggio(5)
- 3 maggio - Giovanni Ricci, cardinale italiano (n. 1497)
- 4 maggio - Asakura Kageaki, militare giapponese (n. 1529)
- 16 maggio - Caterina di Brunswick-Wolfenbüttel, principessa tedesca (n. 1518)
- 29 maggio - Bernardino Scardeone, religioso e letterato italiano (n. 1482)
- 30 maggio - Carlo IX di Francia, sovrano (n. 1550)

## Giugno(6)
- 8 giugno - Sanada Yukitaka, militare giapponese
- 17 giugno - Louis Des Masures, scrittore, poeta e drammaturgo francese (n. 1515)
- 19 giugno - Satomi Yoshitaka, militare giapponese (n. 1512)
- 20 giugno - Antoine de Créqui Canaples, cardinale, vescovo cattolico e abate francese (n. 1531)
- 26 giugno - Gabriele I di Montgomery, militare francese (n. 1530)
- 27 giugno - Giorgio Vasari, pittore, architetto e storico dell'arte italiano (n. 1511)

## Luglio(1)
- 21 luglio - Giulio Acquaviva d'Aragona, cardinale italiano (n. 1546)

## Agosto(4)
- 17 agosto - Jerónimo Luis de Cabrera, militare, esploratore e condottiero spagnolo (n. 1528)
- 20 agosto - Sebastian Ochsenkun, liutista e compositore tedesco (n. 1521)
- 27 agosto - Bartolomeo Eustachi, anatomista italiano
- 29 agosto - Lorenzo Davidico, presbitero italiano (n. 1513)

## Settembre(7)
- 1º settembre - Guru Amar Das, scrittore indiano (n. 1479)
- 12 settembre - Berardo Bongiovanni, vescovo cattolico e diplomatico italiano
- 14 settembre - Margherita di Valois, principessa francese (n. 1523)
- 17 settembre - Pedro Menéndez de Avilés, esploratore spagnolo (n. 1519)
- 21 settembre - Marco Saraceni, vescovo cattolico italiano (n. 1535)
- 24 settembre - Antoine I d'Albon, arcivescovo cattolico francese (n. 1507)
- 28 settembre - Guidobaldo II della Rovere, nobile e condottiero italiano (n. 1514)

## Ottobre(5)
- 1º ottobre - Maarten van Heemskerck, pittore olandese (n. 1498)
- 15 ottobre - Carlo Portelli, pittore italiano
- 19 ottobre - Antonio Bassano, musicista italiano (n. 1511)
- 28 ottobre - Luca Contile, letterato, commediografo e poeta italiano (n. 1505)
- 30 ottobre - Maria di Clèves, nobile francese (n. 1553)

## Novembre(3)
- 2 novembre - Gregorio Boldrini, vescovo cattolico italiano
- 12 novembre - Francesco Stancaro, teologo italiano (n. 1501)
- 30 novembre - Filippo IV di Waldeck, nobile tedesco (n. 1493)

## Dicembre(6)
- 4 dicembre - Georg Joachim Rheticus, matematico e astronomo austriaco (n. 1514)
- 10 dicembre - Ascanio Condivi, pittore, scultore e scrittore italiano (n. 1525)
- 15 dicembre - Selim II, sultano ottomano (n. 1524)
- 22 dicembre - Alessandro Crivelli, cardinale e vescovo cattolico italiano (n. 1514)
- 25 dicembre - Carlo di Lorena, cardinale e arcivescovo cattolico francese (n. 1524)
- 26 dicembre - Berardino Rota, poeta italiano (n. 1509)

## Senza giorno specificato(33)
- Aleramo Beccuti, giurista italiano (n. 1503)
- Angelo Cattani da Diacceto, vescovo cattolico italiano (n. 1493)
- Anton Francesco Doni, letterato, editore e traduttore italiano (n. 1513)
- Domenico Ferrabosco, compositore e cantore italiano (n. 1513)
- Camillo Filippi, pittore italiano (n. 1500)
- Antonino Gaggini, scultore italiano
- Martín de Goiti, esploratore spagnolo
- Hatakeyama Yoshinori, militare giapponese (n. 1554)
- Remigius Hogenberg, incisore tedesco (n. 1536)
- Cyprián Karásek Lvovický, astronomo, matematico e astrologo boemo (n. 1514)
- René Goulaine de Laudonnière, esploratore francese (n. 1529)
- Luigi Lilio, medico, astronomo e matematico italiano (n. 1510)
- Giannotto Lomellini, doge (n. 1519)
- Girolamo Maccabei, vescovo cattolico italiano
- Paola Martinengo, nobile italiana
- Francesco Menzocchi, pittore italiano (n. 1502)
- Antonio Minturno, vescovo cattolico, poeta e umanista italiano (n. 1500)
- Battista del Moro, pittore e incisore italiano (n. 1514)
- Narita Nagayasu, militare giapponese
- Numata Akiyasu, militare giapponese (n. 1510)
- Oda Nobuhiro, militare giapponese
- Oda Nobutsugu, militare giapponese
- Elena Orsini, religiosa italiana (n. 1545)
- Paillataru
- Azaria de' Rossi, storico e medico italiano (n. 1513)
- Tamura Takaaki, militare giapponese
- Ottavio I Thiene, nobile
- Vintilă di Valacchia, principe
- Paolo II Vitelli, condottiero e cavaliere italiano (n. 1519)
- Robert White, compositore inglese
- Jacopo Zanguidi, pittore italiano (n. 1544)
- Damião de Góis, storico e diplomatico portoghese (n. 1502)
- Sigismondo de Stefani, pittore italiano